# Каджар, Бахман Мирза
Бахман Мирза Каджар (перс. بهمن میرزا‎; азерб. Bəhmən mirzə Qovanlı-Qacar; 11 октября 1811 — 11 февраля 1884) — персидский государственный деятель, фельдмаршал Ирана.

## Биография
Бахман Мирза Каджар родился 11 октября 1811 года в Тегеране. Представитель тюркского рода Каджаров, Бахман Мирза был сыном персидского престолонаследника Аббаса-Мирзы Каджара. Мать его, принцесса Асия-ханум, происходила из знатного рода Каджаров — Давалу.
В 1831 году Бахман Мирза по приказу своего деда Фетх Али-шаха был назначен губернатором Ардебиля. После смерти Фетх Али-шаха в августе 1834 года, Бахман Мирзу и других сыновей Аббас-Мирзы арестовывают и заключают в Ардебильскую цитадель. Их обвиняют в заговоре против только что коронованного Мохаммед-шаха, старшего сына Аббас-Мирзы. В том же году под давлением матери Мохаммед-шаха Бахман Мирза выходит из тюрьмы и 21 декабря 1834 года назначается губернатором Тегерана. Затем до 1841 года он пребывает на посту правителя Бурджухида, Силахора и Хамадана. Ему также в 1834 году было присвоено звание фельдмаршала Ирана. После смерти Гахрамана Мирзы Каджара, управление Азербайджаном переходит в его руки.
Будучи генерал-губеpнатором Южного Азербайджана, Бахман Мирза писал своему брату Мохаммед-шаху в Тегеран о необходимости проведения pеформ, европеизации и демократизации общества. Hо, оклеветанный Мирзой Агаси, по приезде в Тегеран, Бахман Мирза под страхом ареста вынужден был бежать. В мае 1848 года на пароходе «Лянкяран» Бахман Мирза отплывает в Баку, откуда направляется в Шемаху, а спустя несколько дней — в Тифлис.
Пеpебравшись в Кавказское наместничество pусского импеpатора в Тифлисе, он вызывает из Тегерана свою семью (7 жен и 19 детей), а вслед за ними прибывают его ценности и огромная по тем временам библиотека рукописных изданий.
Царское правительство встретило Бахман Мирзу с большими почестями — ему была назначена пожизненная пенсия в 6 тысяч червонцев в год и обещано получение местожительства в любой точке России. После недолгих колебаний Бахман Мирза просит разрешения поселиться в Шуше, и 4 октября 1851 года переезжает сюда со своим большим гаремом, детьми и приближенными.
Он построил огражденный высоким каменным забором большой дворцовый комплекс, в который входили двухэтажный дом-имарет с 15-16 комнатами, с круглыми балконами, большим овальным залом, садом, в котором были размещены домики из пяти-шести комнат для каждой из жен и многочисленные подсобные помещения, включая конюшни, амбары, кухни и т. д. Здесь же по его приказу строят школу для его детей, библиотеку, мечеть и баню. В 1905 году дворец Бахман Мирзы был сожжен армянами.
В Шуше Бахман Мирза пополнил свой гарем ещё девятью женами и, таким образом, к концу жизни их у него было шестнадцать, а число детей перевалило за шестьдесят — 31 сын и 32 дочери. Трёх из жен, наложниц-курдианок, прислала Бахман Мирзе его сестра из Тебриза.
В Российской империи за Бахман Мирзой и его потомками официально сохранили титул персидских принцев, который при написании прибавлялся к их именам. На русский манер они титуловались «сиятельствами», а с 1887 года по Высочайшему повелению — титулами «светлости».
Большинство сыновей Бахман Мирзы служили в русской и персидских армиях. По этому поводу в 1884 году русский журнал «Сын отечества» писал: «Многие из взрослых сыновей его (Бахман Мирзы) — на военной службе, иные в русской, другие — в персидской. Почти во всех кавказских драгунских полках есть в числе офицеров или сыновья, или племянники Бахман Мирзы. Один из сыновей его, Махмуд Мирза, был в прошлую турецкую кампанию штаб-ротмистром в Нижегородском драгунском полку, а по окончании кампании был вызван в Персию своим дядей-шахом и теперь командует в генеральском чине в персидской лейб-гвардии». Так, девять из его сыновей и их детей были генералами русской армии и удостоились высоких наград — Шафи хан, Фейзулла Мирза, Реза Гулу Мирза, Акпер Мирза, Эмир Кязым Мирза, Магомедали Мирза, Самед Мирза, Махмуд Мирза, Аманулла Мирза.
Бахман Мирза явился pодоначальником плеяды талантливых общественных и государственных деятелей. Среди них — ученые, литеpаторы, военные. Выдающийся ученый своего времени, он написал несколько научных трудов по истории, этнографии и географии pодного края, слыл человеком передовых взглядов. Известным его произведением является «Шукюрнамеи-шахиншахи» («Благодарность импеpатору»), где на основе pедких архивных материалов описывается шестивековая история Кавказа — от Чингисхана до Ага Мухаммед шаха Каджара. Часть библиотеки Бахман Мирзы хранится в Институте рукописей Национальной академии наук Азербайджана.
Бахман Мирза скончался 11 февраля 1884 года в городе Шуше и был похоронен на кладбище культового комплекса Имамзаде, возле мечети Ибрагима в Барде. Ещё при жизни Бахман Мирза велел построить для себя мавзолей-усыпальницу, состоящий из трех помещений с купольными перекрытиями. Первое, самое просторное, служит своего рода прихожей, во втором расположены ниши для книг и светильников и камин, в третьем покоится прах Бахман Мирзы Каджара.

## Семья и потомки
По семейным сведениям, у Бахман Мирзы Каджара было шестьдесят три ребёнка — тридцать один сын и тридцать две дочери. Когда в свои 37 лет Бахман-Мирза в мае 1848 года переехал в Россию, у него уже было девятнадцать детей от семи своих жён. Однако, большая часть детей принца, появилась на свет в период его жизни на Кавказе — на территории современных Азербайджана и Грузии. По тем же семейным сведениям, сохранившимся в письмах внучки Бахман-мирзы — Назиры-Султан-ханум, у Бахман-Мирзы в период его жизни в Шуше (с 1851 по 1884 год) было четырнадцать жен, часть которых вступило в брак с принцем в Шуше.
Владимир Передольский, который в 1873 году сопровождал Бахман Мирзу на Венскую всемирную выставку, сообщал, что у принца всего было одиннадцать жен, причем к этому времени в живых оставалось только пять из них. Исследователь Эльдар Исмаилов не исключает возможность, что Бахман-Мирза мог вступить в новый брак и после 1873 года, учитывая, что известны даты рождения его детей, появившихся на свет после 1873 года, которые были младше по возрасту не только его внуков, но даже и старшего правнука — принца Фейзулла Мирзы, родившегося в Шуше в 1872 году. Согласно семейным сведениям, у принца Бахман-мирзы было шестнадцать жён. По архивным и другим документам, а также по сведениям семьи, установлены имена девяти жён Бахман Мирзы. Шесть из них, предположительно, вышли замуж за принца уже в период его жизни в городе Шуша, а три остальные (Малек-Султан-ханум, Шахзаде-ханум и Малек-Джахан-ханум) вышли замуж за принца до 1848 года.
- Жена — Малек-Султан-ханум, дочь персидского принца Мамед-Таги-мирзы, носившим титул «Гусамус-Султане» («Меч Державы»), который был сыном Фатали-шаха и приходился родным дядей принца Бахман-мирзы[23];
  - Сын — Ануширван-Мирза Зияуд-довле Амир-Туман (1832/1833—?), старший сын принца[24];
  - Сын (предположительно от Малек-Султан-ханум) — Джелаледдин-Мирза Каджар (между 1833 и 1837 — до октября 1887). Родной брат (рождённый от одной матери) принца Риза-Кули-мирзы. Из-за того, что был глухонемым, не смог поступить на военную службу, и вплоть до смерти своего отца проживал а Шуше. В 1884 году вместе с семьей по приглашению сына своего двоюродного брата Насирэддин-шаха переехал в Персию, где и скончался[17];
    - Внук — Шафи-Хан Каджар (1853—1909), командир 46-го драгунского Переяславского императора Александра III полка[25];
      - Правнук[прим. 1] — Фейзулла Мирза Каджар (1872, Шуша — 1920), военачальник русской императорской и азербайджанской армий, генерал-майор.

  - Сын (предположительно от Малек-Султан-ханум) — Риза-Кули-Мирза Каджар (1837 — 1894, Шуша), третий сын Бахман-мирзы. Первым из сыновей принца поступил на русскую службу в 1860 году[17];
    - Внук — Акбер-мирза;
    - Внук — Фатали-мирза (1854 или 1855 — ?)[26];
    - Внук — Александр Петрович Риза-Кули-Мирза Каджар (1869, Санкт-Петербург — между 1941 и 1943), российский военный деятель, комендант Екатеринбурга (1918), полковник. Сын Риза-Кули-Мирза Каджара от брака с Александрой Туган-Мирза-Барановской[27].

  - Дочь (предположительно от Малек-Султан-ханум) — N-султан (? — 1853, Тебриз), старшая дочь принца (имя не установлено)[28];
- Жена — Шахзаде-ханум: по семейным сведениям — «египетская принцесса»[23];
  - Сын — Шахрух-Мирза Каджар (1843 — 1915, Джебраил)[16]. Полковник русской императорской армии. Был женат на Фарханда-Ханум, младшей сестре Аферин-ханум, одной из жен Бахман Мирзы:
    - Внук — Камран-Мирза (1866-1935), Офицер полицейской стражи. Был женат на Махбегим ханум Джаваншир, дочери Махаммедгасым-ага Джаваншира и Таджелмулюк ханум Каджар 
      - Правнучка - Махрух-ханум (1913, Шуша-2005, Баку) Врач-педагог. Долгие годы работала в 1ом Бакинском медицинском училище.
        - Праправнук - Тофиг Мирза (1931-1939)
        - Праправнучка Офелия-ханум (1941-2004) Врач, долгие годы работала в НМИЦ Нейрохирургии  имени академика Н.Н.Бурденко в г.Москва
        - Праправнук Ариф Каджар (род.1944), Спортивный врач, долгие годы работал в Республиканском врачебно-физкультурном диспансере в г.Баку
          - Прапраправнук Камран Каджар (род.1974), Генеральный представитель "Азербайджан Хава Йоллары" в Великобритании
            - Прапрапраправнук Шахрух Каджар (род.2006)
            - Прапрапраправнук Шахнур Каджар (род.2016)

          - Прапраправнук Дараб Каджар (род.1978), окончил Карловский университет в Праге, работает и проживает в г.Праге,

    - Внук — Дараб-Мирза (1869-1930); Полковник русской императорской армии, кавалер Георгиевского оружия.
    - Внук — Джемал-Эддин-Мирза; Преподаватель в сельской школе.
      - Правнучка Маликзада-ханум, была замужем за Нариманом Мамедовым.
        - Праправнук Имран Мамедов (1924-1984), ветеран Второй Мировой войны, проживал в г.Баку
          - Прапраправнучка Рена Мамедова, преподаватель иностранных языков, проживает в г.Баку

        - Праправнук Фарман Мамедов, после Второй Мировой войны проживал в Германии
        - Праправнучка Хавяр Мамедова
        - Праправнучка Тамара Мамедова

      - Правнучка Шамси-ханум, врач, проживала в г.Баку.
        - Праправнук Рустам Мирзоев (1922-2016), врач-стоматолог, автор учебника по Терапевтической стоматологии, преподавал в АМУ им Н.Нариманова в г.Баку

      - Правнучка Шовкят-ханум

    - Внук — Гахраман-Мирза;
    - Внучка — Фахр-Султан-Ханум (1870-1944); Была замужем за Азизбеком Султановым.
      - Правнук Гахраман-бек Султанов (1902-1986)
        - Праправнучка Тарифа ханум Кенгерлинская
        - Праправнук Азиз-бек Султанов

      - Правнук Сулейман-бек Султанов, пропал без вести во время Второй Мировой войны
      - Правнучка Зиннат-ханум Султанова
      - Правнучка Фахрисолтан-ханум Султанова

    - Внучка — Ним-Тадж-Ханум;
    - Внучка — Таджмульк-ханум. 
      - Правнук Сейфаддин-бек Зейналбеков

  - Дочь — Рахшанда-Султан-Ханум[29][30]. Одно из стихотворений азербайджанского поэта Мирзы Алескера Новреса посвящено «щедрости, великодушии и благотворительности» Рахшанды-Султан-ханум[29]. Была замужем за Беюк-беком Нурибековым[31][32];
    - Внук — Джахангирхан Нуриев (1861, Шуша — 1934, Баку), у которого было 2 сына и 5 дочерей, в том числе[29]: 
      - Правнучка — Гювара Нуриева (1912, Елисаветполь — 1945, Ленинград) — первая женщина-азербайджанка-профессиональный металлург[29];
      - Правнук — Лютвали Нуриев (1916, Елисаветполь — 1984, Баку) — заслуженный инженер Азербайджанской ССР, почетный железнодорожник СССР[29].

    - Внучка — Мелик-Джахан-ханум Нуриева (1870, Шуша — 1927, Шемаха)[29]. Была замужем за Наджаф-Кули-агой. У них четыре сына и дочь[31].
- Жена — Малек-Джахан-ханум Мамед-Кули-хан кызы[23];
  - Сын — Хан-Баба-Хан Каджар (1848 или 1849, Тебриз — 1926, Тифлис)[15]; Был женат на дочери известного азербайджанского писателя-просветителя Мирза Фатали Ахундова — Ниса-ханум Ахундовой (1856–1924)[33];
    - Внук —  Мансур-мирза (1869–1931);
    - Внучка — Малек-Сима-ханум (р. 1875). Была женой Садыха Тагиева, второго сына азербайджанского промышленника и мецената Гаджи Зейналабдина Тагива[34];
    - Внучка — Мюльки-Джагам-ханум (р. 1878);
    - Внучка — Махманзар-ханум (р. 1880);
    - Внук — Хосров-мирза (р. 1882);
    - Внучка — Алия-Солтан-ханум (1889–1943). Была замужем за азербайджанским военным деятелем, полковником российской армии Ирза-беком Гаджибеклинским (4 апреля 1874 — 14 января 1938);
      - Правнук — Гаджибеклинский Камиль Ирза-бек оглы (16 января 1919 Тифлис - 16 января 1973 Баку) - военнослужащий СА, участник ВОВ, журналист, член Союза журналистов АзССР;
      - Праправнучка — Гаджибеклинская Алия Камиль гызы - (25 июля 1948) - педагог;

    - Внук — Бахман-Мирза (1894–1927). Был женат на Заринтадж Тагиевой, дочери Садыха Тагиева и внучки Г. З. Тагиева[34];
    - Внучка — Туба-ханум (1899–1983);
- Жена — Мирвари-ханум Талышинская[23], внучка Мир Мустафы-хана Талышинского[35];
  - Сын — Абдул-Самед-Мирза Каджар (1851 — 1924, Шуша)[12]. Был женат на дочери персидского подданного Мустафа-бека Наспар-Ханум. У них было два сына и три дочери[36]:
    - Внук — Садраддин-Мирза Каджар (1873—1921)[37];
      - Правнучка — Сурая Каджар (1910, Шуша — 1992), азербайджанская советская певица, Народная артистка Азербайджанской ССР и Армянской ССР[38];

    - Внук — Зияддин-Мирза Каджар (1877—?)[37];
    - Внучка — Фиришта-Султан-Ханум (род. 1868)[36];
    - Внучка — Меляки-Султан-Ханум (род. 1869)[36];
    - Внучка — Азиза-Султан-ханум (род. 1875)[37];
    - Внук — Бахман-Мирза (Бахман Самед оглы Агаев) (1908, Шуша — 1944/45)[37] (от второго брака)[39];

  - Сын — Эмир Казым Мирза Каджар (1853, Шуша — 1920, Гянджа)[40]. Был женат на Гевхар-ханум Исмаиловой:
    - Внук — Давид-Мирза;
    - Внук — Дараб-Мирза;
    - Внучка — Лейла-Ханум;
    - Внучка — Зиба-Ханум;
    - Внучка — Алия-Ханум;
    - Внучка — Маниджа-Ханум;

  - Сын — Эмир-Хан Каджар. Умер в Иране[6];
  - Дочь — Ханзаде-Ханум Каджар (?—до 1895)[35];
  - Дочь — Хуршид-ханум Каджар. Была замужем за Сафарали-беком Велибековым. У них две дочери:[35];
    - Внучка — Нигяр-ханум (1894—1972). Была замужем за Амир-беком Аслановым[35];
    - Внучка — Сурая-ханум (1896—1976). Была замужем за Алескер-беком Беглярбековым. У них сын и две дочери[35];

  - Дочь — Зяри-ханум (1864, Шуша — 1943, Баку). Была замужем за Керим-беком Мехмандаровым, статским советником, хирургом и терапевтом[41];
    - Внук — Рашид-бек Мехмандаров[41];
    - Внук — Адыль-бек Мехмандаров[41];
    - Внук — Сурхай-бек Мехмандаров[41];
    - Внучка — Нушаба-ханум (в замужестве Рустамбекова)[41];
    - Внучка — Туран-ханум (в замужестве Рустамбекова)[41];
    - Внучка — Захра-ханум (в замужестве Везирова)[41];
    - Внучка — Кюбра-ханум (в замужестве Тагиева)[41];
    - Внучка — Махбуба-ханум (в замужестве Махмудбекова)[41]. Была замужем за Шамилем Махмудбековым[35];
      - Правнучка — Эльмира Махмудбекова[35];
        - Праправнук — Эльдар Азизов[35], глава Исполнительной власти города Баку (c 2018 года).

  - Дочь — Аббаса-Ханум Каджар (1868, Шуша — 1948, Баку)[35]. Была замужем за Рза-беком Садыгбековым[42];
- Жена — Кичик-ханум (Барда-Ханум) Курбан-бек кызы[23];
  - Сын — Али-Кули-Мирза Каджар (1854, Шуша — 1905, Чита)[20]. Был женат на Саре-бегим Исмайловой;
    - Внук — Шамсаддин-Мирза;
    - Внук — Султан-Овейс-Мирза:
      - Правнук — Каджар, Чингиз Овейс оглы, азербайджанский физик и общественный деятель, доктор физико-математических наук, Заслуженный деятель науки Азербайджанской ССР.

  - Сын — Ханджан-Мирза Каджар[5]. Был женат на (с 1892 года) на Фаррух Бегум Исмайловой[5]:
    - Внук — Малик-Микаэль-Мирза[5];
    - Внук — Тофик-Мирза[5];

  - Сын — Имамверди-Мирза Каджар[6];
  - Сын — Кейкубад-Мирза Каджар (ок. 1865 — 1923, Шуша)[10]. Был женат на Агджа Ханум[43]:
    - Внук — Кейкавус-мирза (род. 1909, Шуша)[43];
    - Внук — Хосров-мирза (род. 1913, Шуша)[43];
    - Внук — Кеймах-мирза (род. 1914, Шуша)[43];
    - Внучка — Дилафруз-Ханум (род. 1905, Шуша)[43];
    - Внучка — Ровшантадж-Ханум (род. 1907, Шуша)[43];
    - Внучка — Нимтадж-Ханум (род. 1920, Шуша)[43].

  - Сын — Ардашир-Мирза Каджар (1875 — ?)[44];
  - Дочь — Бехджат-Ханум Каджар[45]. Была замужем за Насир-беком Джеванширом из рода Карабахских ханов[46];
    - Внук — Аббас-бек Джеваншир[46];
    - Внучка — Махрух-ханум Джеваншир[46];

  - Дочь — Фируза-Ханум Угурбекова. Была замужем за Фирудин-беком Угурбековым[46];
    - Внучка — Афтаб-ханум[46];
    - Внучка — Дилюш-ханум[46];

  - Дочь — Манзар-Ханум Каджар. Умерла в Иране[46];
  - Дочь — Нуралеин-Ханум. Была замужем за Гасан-ханом Эриванским[46];
    - Внук — Гусейн-хан Эриванский. В 1920 году эмигрировал в Турцию. С 1929 года служил в Турецких ВВС, а в 1960 году вышел в отставку в чине генерал-майора. Скончался в 1971 году в Анкаре, где и был похоронен[46];

  - Дочь — Ашреф-Ханум. Была замужем за Хаган-ханом Нахичеванским[46];
- Жена — Говад-ханум[23];
  - Сын — Бахауддин-Мирза Каджар (1855—?)[9];
- Жена — Гевхар-ханум Исмаил-хан кызы[23];
  - Сын — Сейфулла-Мирза Каджар[11] (1864, Тифлис — 1926, Баку), российский и азербайджанский военный деятель, полковник;
- Жена — Чичек-ханум;
  - Сын — Аманулла Мирза Каджар[7] (1857, Шуша — 1937, Тегеран), российский и азербайджанский военачальник, генерал-майор;
  - Сын — Гуламшах-Мирза Каджар[43] (1867—1918, Гянджа);
  - Сын — Шах-Кули-Мирза Каджар (1871—?)[47];
  - Сын — Мамед-Кули-Мирза Каджар[48] (1872—1920?).
  - Дочь — Нурджахан-Ханум Каджар (1868, Шуша — 1955, Баку)[49] В 1890 году вышла замуж за чиновника прокуратуры в Тифлисе Мустафа-бека Агаева[45]. У них два сына и пять дочерей[45]:
    - Внук — Чингиз Агаев[45];
    - Внук — Бахрам Агаев[45];
    - Внучка — Захра-ханум (1891—1977), доктор биологических наук, профессор, заслуженный деятель науки Азербайджанской ССР. Была замужем за Нейматулла-беком Шахтахтинским. У них два сына[45]:
      - Правнук — Тогрул Шахтахтинский (1925—2010), доктор химических наук, профессор, академик НАН Азербайджана[45].

    - Внучка — Тамара-ханум (1893—1965, Баку). Была замужем за Мамедом Рагимовым. у них два сына и две дочери[45].
    - Внучка — Зиба-ханум (1905—1946). Была замужем за Атаулла-беком Шахтахтинским. У них сын и дочь[45].
    - Внучка — Лейла-ханум (1906—1995). Была замужем за Габибулла-беком Шахтахтинским. У них один сын и четыре дочери[45]:
      - Правнук — Магомед Шахтахтинский (род. 1932), физик, академик НАН Азербайджана[45];
      - Правнучка — Сона-ханум (род. 1926), кандидат химических наук. Замужем за Алиаббасом Гасановым[45]:
        - Праправнучка — Наира Шахтахтинская, доктор исторических наук, посол Азербайджанской Республики в Литве (с 2007 года)[45].

      - Правнучка — Гюльнара-ханум (род. 1928), кандидат химических наук[45];
      - Правнучка — Эльмира-ханум (1930-1996), народный художник Азербайджанской ССР. Была замужем за Октаем Садых-заде[45]
        - Праправнук — Алтай Садых-заде, художник[45].

      - Правнучка — Назира-ханум (род. 1939), кандидат химических наук[45].

    - Внучка — Гамар-ханум (1911—1968), замужем не была.
- Жена — Аферин-ханум[23].
  - Сын — Аллахверди-Мирза Каджар[10][50];
  - Сын — Сейфал-Мелик-Мирза Каджар[51][52] (после 1869?[4] — ?);
  - Дочь — Турал-Ханум (1880, Шуша — ?). Была замужем за Аскер-ханом Тебризли[53].
- Дети, имена матерей которых не установлены:
  - Сын — Кафлан-Ага Каджар (1851, Тифлис — ?)[14];
  - Сын — Азиз-Хан Каджар[13];
  - Сын — Махмуд-Мирза Каджар (1853, Шуша —?)[13];
  - Сын — Гейдар-Кули-Мирза Каджар (1855—?)[9]. Был женат на Азад-Бегум, дочери шушинского жителя Алескера-Гаджи-Зейнал-Оглы[5];
    - Внучка — Рахима-Ханум (1879  — 1966, Баку). Была замужем за Бадал-беком Бадалбековым[54];
      - Правнук — Афрасияб Бадалбейли[54] (1907, Баку — 1976, Баку),  азербайджанский композитор, дирижёр, музыковед и публицист, народный артист Азербайджанской ССР;
      - Правнук — Шамси Бадалбейли[54] (1911, Шуша — 1987, Баку), азербайджанский театральный режиссёр, Народный артист Азербайджанской ССР;
      - Праправнучка—Ровшана Шамси кызы Бадалбейли (род. 1937, Баку), педагог, кандидат филологических  наук, проживает в США    
        - Праправнук — Фархад Бадалбейли (род. 1947, Баку), советский и азербайджанский пианист, композитор и педагог, Народный артист СССР, ректор Бакинской Музыкальной Академии;
          - Прапраправнучка — Диляра Бадалбейли (род. 1982, Баку), юрист, предприниматель;

      - Правнук — Давуд Бадалбейли[55][уточнить ссылку 1367 дней] (1913, Баку - 1973, Баку), доцент АЗИ;
        - Праправнучка — Назакет Бадалбейли (род. 1942, Баку), врач-невропатолог;
        - Праправнук — Эльхан Бадалбейли (род. 1947, Баку), энергетик, представитель диаспоры Азербайджана в городе Челябинск;
        - Праправнучка — Азада Бадалбейли (род. 1951, Баку), педагог по фортепиано;
          - Прапраправнучка — Захра Бадалбейли (род. 1983, Баку), поэт, музыкант, продюсер;

      - Правнук — Сарвар Бадалбейли[55][уточнить ссылку 1367 дней] (1916, Баку - 1968, Баку), инженер-строитель
      - Правнучка—Мастура Бадалбейли (1920 - 1982, Баку), врач
      - Праправнук — Ибрагим Кулиев (1959 — 2010), музыковед, кандидат искусствоведения, заслуженный деятель искусств Азербайджана (2008).

  - Сын — Насрулла-Мирза Каджар (1848—?)[19];
    - Внук — Сулейман-ага Каджар (1883—?)[56];

  - Сын — Мамед-Али-Мирза Каджар (ок. 1849—?)[16];
  - Сын — Эльхани-Мирза Каджар (1858—1901)[18];
  - Сын — Гумаюн-Мирза Каджар (1860—?)[8];
  - Сын — Хан-Алем Каджар[6];
  - Сын — N-Мирза (имя не установлено)[51][4];
  - Дочь — Азери-Хумаюн Зиатханова (Шахзаде-Ханум). Была замужем за правнуком последнего гянджинского хана Джавад-хана Абульфат-ханом Зиатхановым[28]. У них три сына и пять дочерей:
    - Внук — Исмаил-хан Зиатханов (1867, Елисаветполь — 1920), российский и азербайджанский государственный и политический деятель[28].
    - Внук — Шахверди-хан Зиатханов[57] (1869—1919), российский и азербайджанский военный деятель, полковник.
    - Внук — Адыль-хан Зиатханов (1870, Елисаветполь — 1957, Стамбул)[29], азербайджанский государственный и политический деятель.
    - Внучка — Султан-беим (1864—1938). Была замужем за Искендер-беком Адыгёзаловым[29];
    - Внучка — Фахринтадж-беим (1869—1934). Была замужем за Мамед-ханом Зиатхановым[29];
    - Внучка — Хырда-беим (Бегум-Ханума) (1875—1953). Была замужем за Аскер-беком Адыгёзаловым[29];
    - Внучка — Ширин-беим (1878—1957, Стамбул). Была замужем за Гусейн-Кули-ханом Хойским[29];
    - Внучка — Гамар-беим (1886—1981). Была замужем за Камиль-беком Сафаралиевым. У них было 2 сына и 4 дочери[29]:
      - Правнучка — Койкеб Сафаралиева (1907, Баку — 1985, Баку), пианистка и педагог, Народная артистка Азербайджанской ССР[29].

  - Дочь — Таджель-Мулюк-ханум (Гызы-Ханум) (ок. 1847—?). Была замужем за Мамед-Касум-ага Джеванширом[58].
  - Дочь — Сабия-Ханум. Была инициатором строительства мечети в Елисаветполе, в здании которой в советский период находилась библиотека им. А. С. Пушкина[58].
  - Дочь — Навваб-Ага-Ханум. Родная сестра (рождена от одной матери) принца Эльхани-Мирзы. В 1884 году вышла замуж за Габибулла-хана Нахичеванского[58].
  - Дочь — Туран-Ханум. Была замужем за персидским подданным Мирза-Алескер-ханом Гаджи-Гасан оглы[46];
  - Дочь — Малек-Афаг-Ханум[46];
  - Дочь — Марьям-Ханум[46];
  - Дочь — Салтанат-Ханум. Была замужем за Бехбуд-беком Джеванширом[42];
  - Дочь — Фахруссултан-Ханум. Была замужем за Азиз-беком Султановым[53].